# Franck Jacob
Pas d'image ? Cliquez ici

a Compétitions nationales et continentales officielles uniquement.

Dernière mise à jour le 16 juillet 2014.
Franck Jacob, né le 14 octobre 1981, est un joueur de rugby à XV français qui a évolué au poste de troisième ligne aile ou de deuxième ligne au sein de l'effectif du Stade rochelais.

## Biographie
Formé au Châtellerault Rugby Athlétic Club (86), il fut vite repéré par le Centre de Formation de La Rochelle. Après un passage au centre de formation du Stade rochelais, Franck Jacob intègre l'effectif professionnel du club en 2004 et y fait l'ensemble de sa carrière. Il prend sa retraite à la fin de la saison 2013-2014.